# Kalimar
Kalimar war ein US-amerikanisches Unternehmen der optischen Industrie mit Sitz in St. Louis, Missouri. Das 1952 gegründete Unternehmen produzierte und vertrieb Foto- und Filmkameras, Objektive, Elektronenblitzgeräte und Ferngläser, bis es im Dezember 1999 durch die Firma The Tiffen Company übernommen wurde.

## Firmengeschichte
Kalimar wurde 1952 durch Robert J. Lipsitz gegründet. 1954 importierte und vertrieb Kalimar das Kameramodell Kalimar Aires 35, das als erste 35-mm-Kleinbildkamera einen Endkundenpreis von unter $100 kostete und so in den USA die meistverkaufte Kamera ihrer Preisklasse wurde. In den folgenden acht Jahren expandierte das Unternehmen weiter und baute Produktionsstandorte in den USA und im Orient sowie ein eigenes Vertriebsnetz auf. 1955 begann Kalimar eine Kooperation mit dem japanischen Unternehmen U.N. Photo Products und begann den Vertrieb von Fotozubehör. Dieses war verpackt in sogenannten Blister-Packungen, damit war die Firma das erste Unternehmen, das seine Produkte in diesen Verpackungen auslieferte. 1956 bereits war Kalimar mit seinen Produkten in 64 Ländern Europas, Asiens, Australiens und Südamerikas präsent. Im Jahr danach hatte Kalimar bereits sein Angebot weiter diversifiziert und führte neben Kameras auch Objektive und Ferngläser. Mit der vermutlich von Heinz Kilfitt entworfenen und in Japan gefertigten Kalimar Reflex bot das Unternehmen die weltweit nicht nur günstigste, sondern in den USA auch erste Spiegelreflexkamera im Mittelformat 6 × 6 an. Mitte der 1960er Jahre lieferte Kalimar eine Kamera für das Gemini-Raumfahrtprogramm.
1991 wurden der Name und das Logo als Marke in den USA geschützt. 1993 erhielt Kalimar eine Lizenz der Firma Mattel für die Produktion und den Vertrieb von Barbie-Kameras und -Fotozubehör, 1997 zusätzlich eine Lizenz der Warner Brothers für die Nutzung der Marke Looney Tunes. Ab 1999 führte das Unternehmen auch 3D-Kameras im Angebot. Am 13. Dezember 1999 wurde die Firma an den Konkurrenten The Tiffen Company verkauft, Anlagen und Belegschaft blieben in St. Louis aktiv. Auch die Führungsspitze blieb im Unternehmen, der Gründer Bob Lipsitz als Berater und sein Nachfolger Larry Lipsitz als Senior Manager. Bis 2007 führte Tiffen noch Produkte unter dem Namen Kalimar, danach verschwand die Marke von der Tiffen-Website.

## Artikel und Produkte(Auswahl)

### Fotokameras
- Kalimar Aires 35
- Kalimar Reflex
- Kalimar K-90
- Kalimar 3D
- Kalimar KX-7000
- Kalimar Widelux

### Objektive
- Kalimar 28 mm F2.8 Macro
- Kalimar 28-105 mm F3.5-4.5 Macro
- Kalimar 35-70 mm F2.8
- Kalimar 60-300 mm F4-5.6 MC AF
- Kalimar 80-200 mm F3.9 MC
- Kalimar 500 mm F8
- Kalimar 800-1200 mm F9.9-14.9
- Kalimar 28-200 mm F3.9 Macro

### Andere Produkte
- Kalimar 86 (Super-8-Kamera)
- Kalimar Super Zoom Scope 2.5x-12x36 (Mono-Okular)

## Galerie

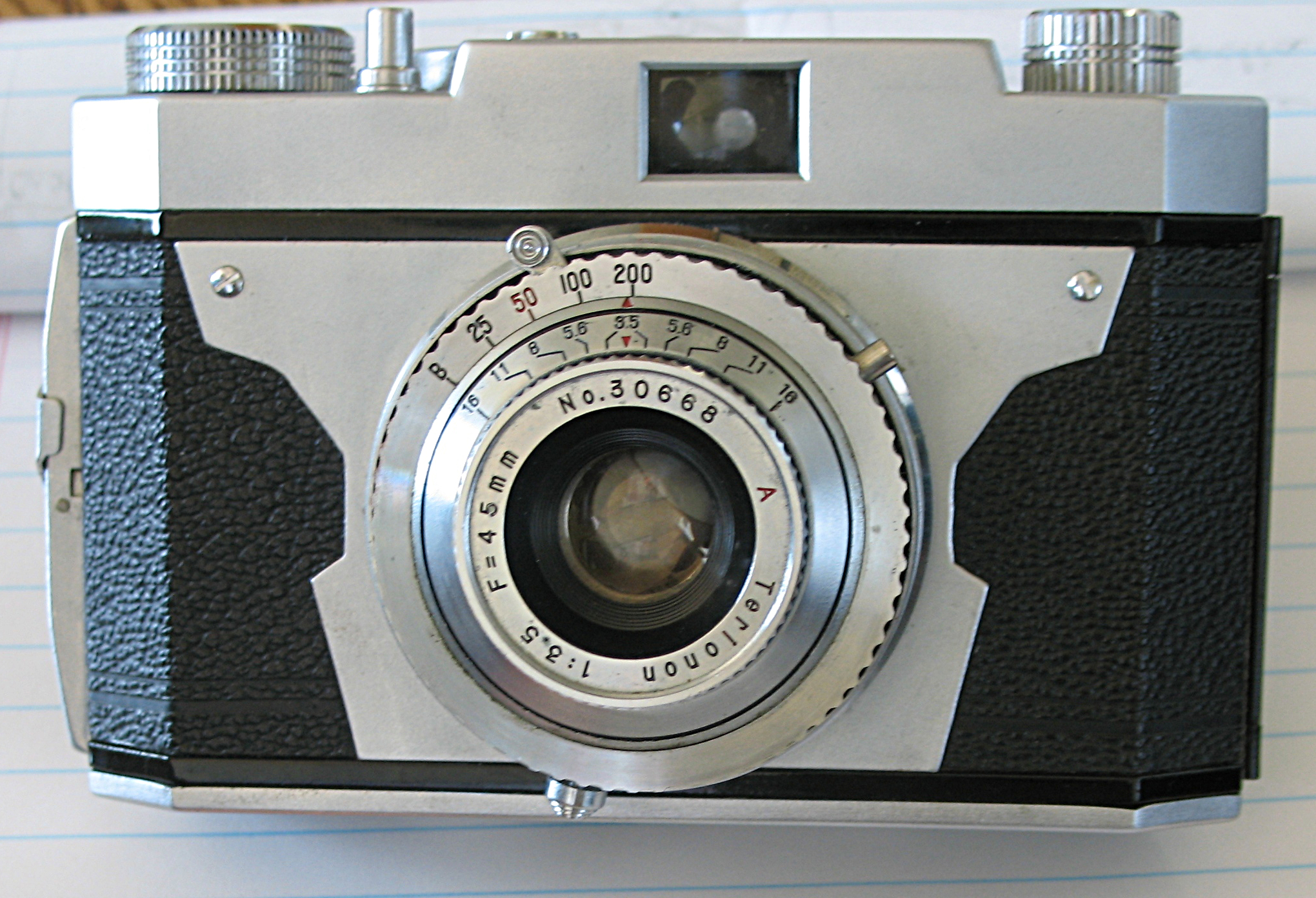
Die Kalimar A-Kamera, eine Variante der Kalimar Aires 35
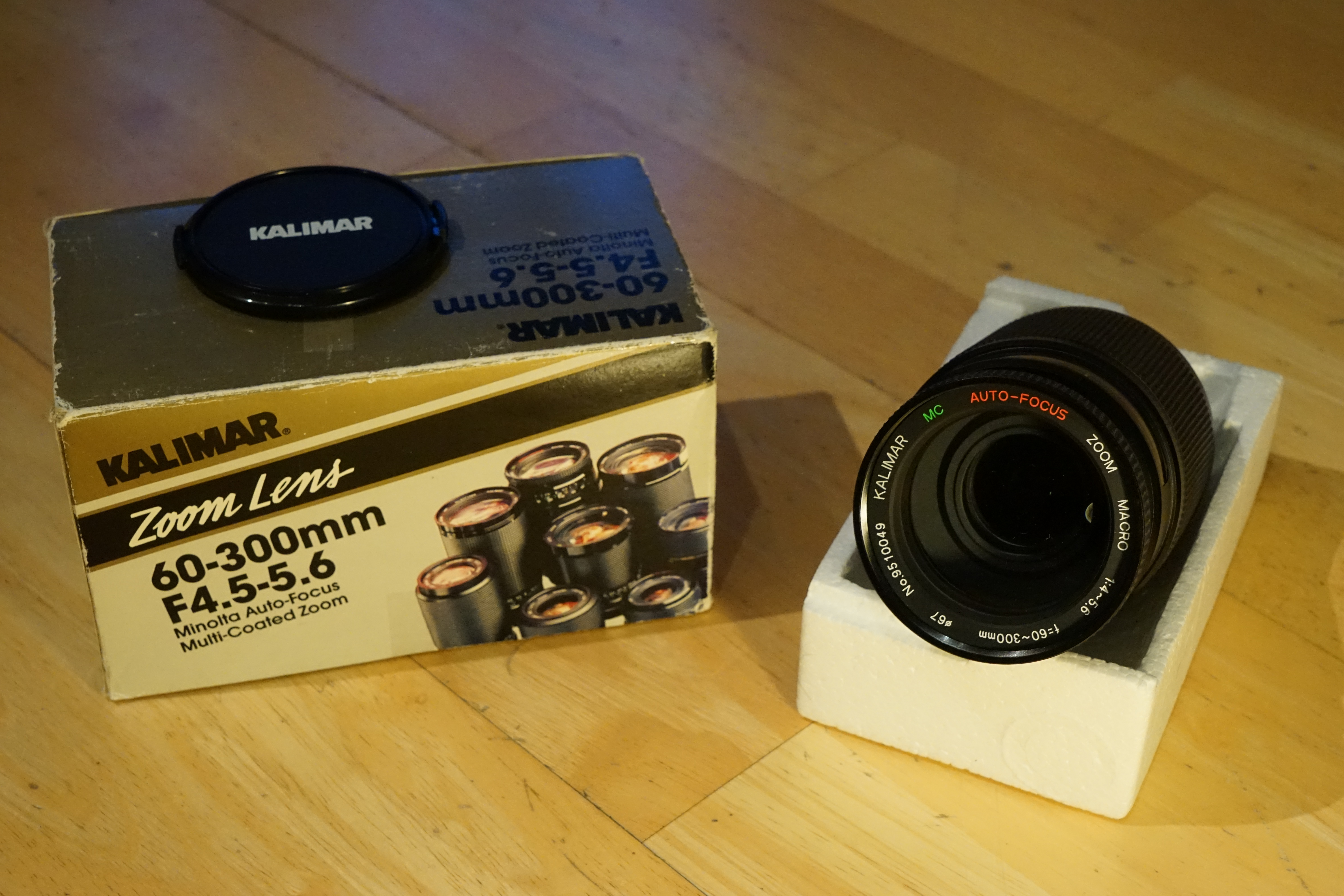
Das Kalimar 60-300 Autofokus Teleobjektiv
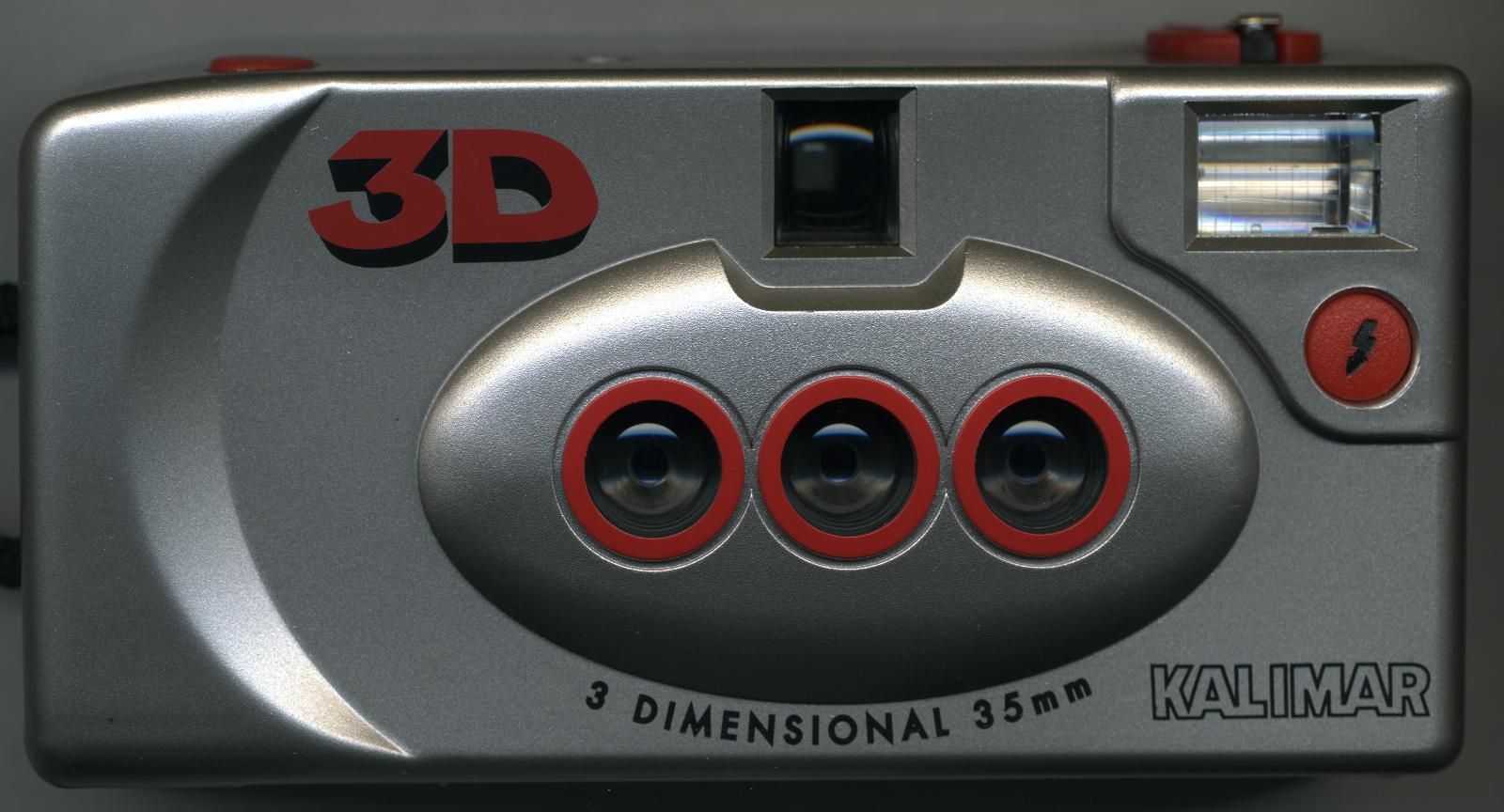
Die Kalimar 3D-Kamera
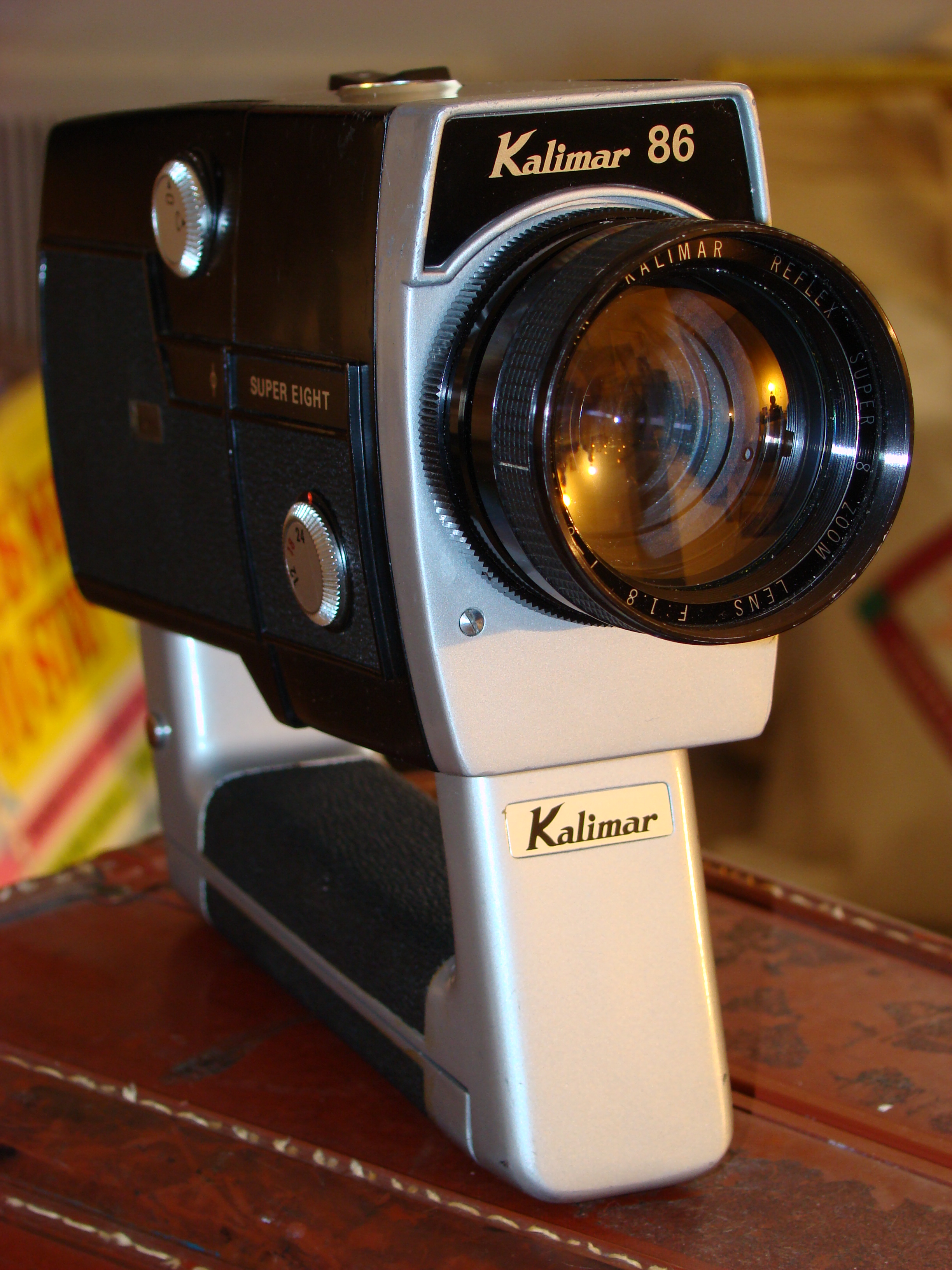
Die Kalimar 86 Super 8 Kamera

## Nachweise
1. 1 2 3  tiffen.com: Tiffen Expands Market Presence With Acquisition of the Kalimar Company (Memento des Originals vom 29. Januar 2014 im Internet Archive)  Info: Der Archivlink wurde automatisch eingesetzt und noch nicht geprüft. Bitte prüfe Original- und Archivlink gemäß Anleitung und entferne dann diesen Hinweis., Zugriff am 9. Dezember 2014
2. 1 2  Kalimar - Cameras, Lenses, 3D Cameras, Everything For Photography (Memento vom 24. Februar 1999 im Internet Archive), Zugriff am 9. Dezember 2014
3. ↑  rick_oleson.tripod.com: Hasselblad in Cheap's Clothing, Zugriff am 10. Dezember 2014
4. ↑  tsdr.uspto.gov: Kalimar - Trademark Status & Document Retrieval, Zugriff am 9. Dezember 2014
5. ↑  stereoskopie.com: Kalimar 3D Wizard, Zugriff am 10. Dezember 2014
6. ↑  Internet Archive Wayback Machine (Memento vom 8. Juni 2007 im Internet Archive)